# Jablanka
Jablanka (cyr. Јабланка) – wieś w Serbii, w Wojwodinie, w okręgu południowobanackim, w mieście Vršac. W 2011 roku liczyła 251 mieszkańców.